# روی هیبرت
روی دنزیل هیبرت (به انگلیسی: Roy Denzil Hibbert) (متولد ۱۱ دسامبر ۱۹۸۶)، بسکتبالیست جاماییکایی-آمریکایی تیم ایندیانا پیسرز در اتحادیه ملی بسکتبال آمریکا است.
وی با قد ۲٫۱۸ سانتیمتر در پست سنتر بازی می‌کند و تاکنون موفق شده تا در مسابقه آل-استار ۲۰۱۲ به عنوان بازیکن ذخیره شرکت کند.
هیبرت، در ان بی ای درفت سال ۲۰۰۸ و در انتخاب هفدهم توسط تیم تورنتو رپترز برگزیده شد ولی در همان شب به تیم پیسرز منتقل شد.